# Synagogue de Híjar
La synagogue de Híjar, aussi appelée église Sainte-Antoine de Hijar (en espagnole San-Antón) est une ancienne synagogue située dans le centre historique de la ville d'Híjar en Espagne.

## Histoire
Elle est antérieure à l'expulsion des Juifs d'Espagne de 1492 et fut transformée en église pendant de nombreuses années. On sait de la communauté juive de Híjar  qu'elle comptait 32 familles, environ 150 personnes fin 1481 et qu'elle subit une série de pogroms et d'expulsions.
Avant 1492, la communauté juive locale était réputée pour ses artisans experts en fabrication de parchemins et en reliures. Elle était précurseur dans l'impression de l'hébreu. Les juifs locaux avaient leur propre four, leurs bouchers, leur école talmudique et leur bain rituel. 
La synagogue est l'une des mieux conservées de la péninsule ibérique, après la Synagogue Santa María La Blanca de Tolède, celle de Cordoue et celle de Tomar.